# NGC 3178
NGC 3178 is een spiraalvormig sterrenstelsel in het sterrenbeeld Waterslang. Het hemelobject werd op 16 maart 1836 ontdekt door de Britse astronoom John Herschel.

## Synoniemen
- MCG -3-26-34
- PGC 29980